# 櫻井まみ
櫻井 まみ（さくらい まみ）は、日本のAV女優。JETSTREAM所属。

## 来歴
2020年12月、PREMIUMの専属女優としてデビュー。2022年5月にアタッカーズへ移籍。2023年5月よりメーカー専属を離れ企画単体女優となる。
2022年10月の同人頒布会「ゆるケット」では、ジェットストリームのモデルとして参加。

## 人物
北海道出身。前職は銀行の役員秘書。趣味はイラストを描くこと、（地元・北海道の）カフェ巡り。中学・高校時代は美術部に所属しており、人物画や似顔絵を描くのが得意。そのため、友人から芸能人の似顔絵を描いて欲しいと頼まれることがよくあったという。
思春期の頃は、ホラー映画にエロシーンが多いことに気付き、それをおかずにオナニーをしていた。そのためか、刺激的な普通とは違うエロが好きだと語る。初体験は20歳で、相手は3人目の彼氏。1人目・2人目の彼氏とセックスをしなかった理由をインタビュアーに聞かれ、『（今考えるとどうかしていたと前置きをしつつ）当時は、付き合い始めてから1年経ってからでないとセックスはしてはいけないと思っていた。あまり早く体を許すとすぐに捨てられると思っていた』と回顧している。

## 作品

### アダルトDVD / BD

#### PREMIUM専属期間
- 新人 専属決定 大自然の恵み透明感。育ちの良いハニカミお姉さんAVデビュー（12月7日、PRED-273(DVD)、9PRED-273(BD)）

- 乳首ビンビン スレンダーボディ大・痙・攣。初体験でイキすぎちゃってごめんなさい4本番 櫻井まみ（1月7日、PRED-279(DVD)、9PRED-279(BD)）
- おチ〇ポ、大好き。愛おしいデカチンさんたちをじゅっぽペロ丁寧にフェラしたい 櫻井まみ（2月7日、PRED-289(DVD)、9PRED-289(BD)）
- スレンダーまたがりお姉さんはぷり尻でいっぱい痴女りたい 櫻井まみ（3月7日、PRED-292）
- 乳首ビンビン うぶお姉さん 生まれて初めての中出し解禁 櫻井まみ（4月7日、PRED-303）
- 乳首でイキすぎてバカになる… ビンビン悶絶こねくりアクメフルコース 櫻井まみ（5月7日、PRED-310(DVD)、9PRED-310(BD)）
- 身動き出来ずに感度暴走! 追撃ピストンでおま○こ覚醒させられちゃった日…。 櫻井まみ（7月7日、PRED-325）
- Ｗ専属痴女SPECIAL 社員旅行で性欲ムンッムン女上司たちに何度も何度も中出しさせられたオレ…。 竹内有紀 櫻井まみ（8月7日、PRED-329(DVD)、9PRED-329(BD)）
- 犯された新任女教師 ～絶倫生徒たちの孕ませ競争中出し輪姦～ 櫻井まみ（9月21日、PRED-342）
- 上司NTR【専属女優スペシャル!】 ～パワハラ上司が愛妻に完堕ちするまで中出し編～ 櫻井まみ（10月19日、PRED-346）
- 「1発ハメるだけ」のつもりだったのに… 地味OLとのねっとり交尾で浮気射精が止められないボク… 櫻井まみ（11月16日、PRED-354）
- 都合のイイ女肉オナホ(まみ) スケベな女に精飲&中出し放題 櫻井まみ（12月21日、PRED-361）

- こねくられた貞操。 アナタの上司に開発されて乳首イキ妻になった私を見ないで…。 櫻井まみ（1月18日、PRED-370）
- 緊縛 商談のため生贄にされた女子社員 取引先の大嫌いなオヤジに縛られた私は身動き出来ず何度も、何度も、中出しされて… 櫻井まみ（2月15日、PRED-377）
- 夫の出張不在中… 絶倫義父の上でわたしは静かに腰を振り続けた。 櫻井まみ（3月15日、PRED-387）
- 解禁 喉奥イラマチオ ―悶絶喉姦で生徒に謝罪させられた女教師― 櫻井まみ（4月19日、PRED-394）
- ビンビン乳首の清楚ド変態お姉さんの全てを網羅! プレミアム12時間BEST 大ボリューム55コーナー48本番 櫻井まみ（10月18日、PBD-429）※単体ベスト

#### アタッカーズ専属期間
- 義父と交わる私の日常 背徳と裏切り 櫻井まみ（6月7日、ADN-401）
- あなた、許して…。 妹の彼氏に犯された私 櫻井まみ（7月5日、ADN-406）
- 犯されたふたりに未来はあるのか!? 香椎花乃 櫻井まみ（9月6日、ADN-419）
- BBPリアルドキュメンタリー 初めて黒太棒をねじ込まれて 櫻井まみ（10月4日、ATID-532）
- 夫は知らない恥辱の腰使い 櫻井まみ（11月1日、ADN-435）
- お義父さんは私の事、どう思ってますか? 櫻井まみ（12月6日、ADN-439）

- オフィスレディの湿ったパンスト 櫻井まみ（1月3日、SAME-035）[5]
- ホテルウーマン 淫らな接客を要求された私 櫻井まみ（2月7日、RBK-066）
- 女帝遊戯 櫻井まみ 乙アリス 冬愛ことね 最上さゆき（3月7日、RBK-067）
- 櫻井まみです。私が本当にしたかったエロをありのまま… お見せします。（5月2日、ATID-553）

#### 企画単体期間
- 交通事故でケガを装い淫らな行為を要求する当たり屋親子に狙われた公務員の妻 櫻井まみ（6月20日、AQSH-099、アクアモール/エマニエル）
- 発禁 19 高校教師 栞 (30)（6月30日、WZEN-069、ワープエンタテインメント）
- 見知らぬ男と強制交尾 ～レイプ→メス堕ち→性奴隷 3 櫻井まみ（7月11日、CEMD-358、セレブの友）
- 合宿ガンギマリ輪姦 清楚なマネージャーのおま○こを媚薬漬けして連続中出しOKブリブリ精子逆流アクメ 櫻井まみ（8月1日、WAAA-286、ワンズファクトリー）
- 恥辱の抵当妻 櫻井まみ（8月8日、APNS-319、オーロラプロジェクト・アネックス）
- ガチナンパ! 性交報酬100万! 人生初の逆ナンパ! 真面目な美容部員さん ド緊張で恥じらいつつも生ハメされたらビッチ化! 止まらない! 止めれない! 腰振りと絶頂!（8月15日、NPS-439、ピーターズ）
- 乳首が超敏感な若妻の変態不倫セックス 櫻井まみ（9月12日、APAA-417、オーロラプロジェクト・アネックス）
- 俺のいいなり素敵なヤリマン子ちゃん! まみ (26歳)（9月12日、BNST-067、ティーチャー/妄想族）
- 中出し淫乱スレンダー女子事務員まみさん【働く女と過激性交】真面目OLさんの杭打ちグラインド熱烈騎乗! ＃オフパコ女子とホテルお籠もり淫乱絶頂SEX 事務職 櫻井まみ（9月26日、APAK-262、オーロラプロジェクト・アネックス）
- 悲劇の寝取られ美人教師 切裂き輪姦漬け 田舎に住む結婚を意識し始めた先生カップルを襲った非道集団の狂気 櫻井まみ（10月3日、SORA-487、山と空/妄想族）
- 本物素人ガチナンパ! うすーいラップ一枚挟んで童貞君と素股体験してみませんか? すぐに破れて生ち●ぽがズボッ! 「Hはダメっ!」と戸惑う素人娘にそのまま中出ししちゃいました! ウブっ娘探して地方出張～静岡編（10月27日、SKMJ-443、赤面女子）
- 地方の温泉旅館で午後10時以降に来る物静かな若妻マッサージ嬢は勃起しただけで無料で抜いてくれそれでも勃起していると…（11月3日、GBAN-002、ゲッツ!!）
- 文京区にある女教師が通う整体セラピー治療院 38（11月7日、CLUB-821、変態紳士倶楽部）
- 素人男女モニタリング実験でゲッツ! うぶかわ人妻 × 童貞デカチン「お風呂で童貞チ○ポ洗ってくれませんか?」 過剰に反応する童貞くんの勃起にムラムラが止まらない奥様が密室風呂で極上筆おろしナマ中出しSEX!!（12月1日、GBAN-007、ゲッツ!!）
- 女帝遊戯 菜月ひかる 櫻井まみ 乙アリス（12月5日、RBK-087、アタッカーズ）
- 弟の目の前で… 櫻井まみ（12月26日、APNS-329、オーロラプロジェクト・アネックス）

- 極上!! 三十路奥さま初脱ぎAVドキュメント 青山沙耶 30歳（3月5日、JUTA-139、熟女JAPAN）※「青山沙耶」名義
- ※M男専用 完全拘束で乳首責めサロン 櫻井まみ（3月12日、BACJ-099、BALTAN）
- 顔出し解禁!! マジックミラー便 一流百貨店に勤務する清楚で品格漂う美容部員さん 初めてのじゅぼじゅぼバキュームノーハンドフェラ編 vol.03 総発射12発! 6人全員SEXスペシャル!! 上品なお姉さんが心を込めてチ○ポをしゃぶり尽くす神フェラSEX（3月19日、DVMM-077、DEEP'S）
- 密着背面手コキ 2  背後から淫語を囁きながら乳首をこねくり回してバキバキに仕上がったチ●ポを抜き倒す!（4月23日、AGMX-181、SEX Agent/妄想族）
- 薄幸の家政婦 櫻井まみ（4月30日、SAN-237、マザー）
- 軽蔑の眼差しで見下しながら顔面踏みつけセンズリ鑑賞（5月28日、AGMX-183、SEX Agent/妄想族）
- カリ首 3センチを責め抜くフェラ手コキ 2（6月25日、AGMX-185、SEX Agent/妄想族）
- 私の何よりも大切な妻を抱いてくれませんか? 旦那公認NTR 02（7月19日、TUK-014、KANBi）
- 年の差レズビアン ～友だちの娘に欲情する淫乱五十路レズビアン～ よしい美希 櫻井まみ（8月6日、AUKG-601、U&K）
- 下の立場の女が上の立場の女に挑むシチュエーション 下剋上レズバトル（8月8日、RCTD-605、ROCKET）
- あなたの嫌うあの人と・・ 権力に屈して弄ばれた妻 櫻井まみ（8月27日、NSFS-307、ながえSTYLE）
- 予約半年待ちの神メンエス嬢 生ハメ中出しOKの裏オプ行為を完全○撮 スタイル・顔・サービスSSS級の痴女に○撮バレで終わったと思ったら搾精されまくった。 櫻井まみ（9月26日、MILK-220、MILK）
- マジックミラー号 「性欲が抑えられなくて困っている男性の悩みを聞いてくれませんか?」 セックスレスな人妻に18cmのギン勃ちペニスを見せつけて膣穴を濡れ濡れにさせて恍惚ナマSEX（10月10日、SDMM-180、SODクリエイト）
- 汚部屋レズ ～匂います? お風呂キャンセル女子の汚部屋レズ誘惑～（10月15日、AUKG-609、U&K）
- ゴム手袋図鑑 01 ・フェラ・手コキ・素人女子10名（12月6日、WZEN-086、ワープエンタテインメント）

- 【旦那公認】人妻NTR 04 他人棒で覚醒するドエロい奥様たち（3月18日、TCHB-038、ティーチャー/妄想族）
- 街中ゲリラナンパMM便15周年! 顔出し解禁! Tバック若妻のデカ尻素股編 8人全員SEXスペシャル! マジックミラー便 無防備なピタパン尻に勃起したデカチンを赤面まんコキ! 恥ずかしさと気持ち良さで濡れだしたご無沙汰オマ○コにヌルっと挿入!（3月18日、DVMM-216、DEEP'S）
- ある人妻の下心・・力づくでやられたい。2 櫻井まみ（4月22日、NSFS-377、ながえSTYLE）
- 地方局女子アナガチナンパ 地上波キャスターが奇跡のAV出演→包茎男子と連続生中出しSEX（5月23日、SKMJ-631、赤面女子）
- ガチナンパ! ひきこもり男性救済企画! 心優しい女性が親身で相談に乗ってあげたら性欲モンスター化して大暴走! イカされまくって意識が飛んでるのにハメ続ける性欲無制限ニート!（6月15日、NPS-461、ピーターズ）

### アダルトVR
- 上品スケベお姉さん櫻井まみ・初VR! 会社に秘密で付き合っている年下彼女と初お泊り! おっとりなのに性欲モリモリ! 乳首も敏感ですぐビンビン! チ〇ポデッサンやマンポロストレッチで勃起が止まらない! ず～っとエッチなことしてる1日!（6月19日、PRVR-041、PREMIUM）

- 女上司の誘惑相部屋寝取り出張 櫻井まみ（6月6日、URVRSP-236、unfinished）
- 官能小説家の私にあの手この手で原稿を書かせるスレンダーな担当編集者はセルフイラマで欲情する 櫻井まみ（9月3日、VRKM-1098、KMPVR）
- 夜這い不倫 旦那と喧嘩した女友達を泊めたら最後、朝まで精子を搾り取られる色気に満ちた腰使い 櫻井まみ（9月29日、VRKM-1133、KMPVR）

- ケモミミぺロペロフレンズ（2月16日、AQUMA-031、AQUA）
- 黒パンストOL限定! チ〇ポ踏みつけ屋さん（4月12日、AQUMA-036、AQUA）

### アダルト配信
- ラグジュTV 1675 真紀 26歳 元美容クリニック受付 【男を欲しがるモデル級スレンダーボディ】性欲があふれて止まらない人妻の濃厚本気セックス! したかったプレイ、言いたかった淫語! 全て解放し快楽に没頭する!（5月16日、LUXU-1686、ラグジュTV）
- 伊原まなみ（5月17日、TKK-041、東京恋人）
- 【自宅浸水スプラッシュ!】美意識バリ高な女社長と爆潮デトックス!! 「新婚だけどご無沙汰で…」溜まりまくった肉欲が爆発! リビング、キッチン、寝室… 至る所で潮を撒き散らす激エロま●こ!! 【奥様の自宅で特濃中出し2連発!!!の巻】 まみさん 28歳 ランジェリーショップ経営者（5月22日、MIUM-899、プレステージプレミアム）
- 【ストレッチ後の柔軟セックス】 細身なエロ人妻と満足イクまで中出しセックス! 「筋肉を感じてますか?」 本気ストレッチ → ホテルで大運動会! おもちゃで乳首を責め、手マンも合わせて上下イキまくり潮吹きまくり! 「フェラ出来るように開いてるんですか?」 ウェアの隙間からチ●コ取り出しバキューム開始! オイルを塗りたくり鬼ピストン! マンネリなんてぶっ飛ばせッ!!! 【エロのお世話してみました NO.8】【まみ】（6月4日、MAAN-876、街角シロウトナンパ）
- 【夫のためと言い張るが… ビショ濡れになって他人チ●ポで感じまくるどうしようもない淫乱不貞妻!】 妻を友人に寝取らせてみたら…【まみ (26) / 結婚三年目】（6月5日、DDH-179、ドキュメントdeハメハメ）
- ひなの（8月4日、ENDX-442、E★ナンパDX）
- 山崎さん（9月4日、BYKM-007、素人ギャラリー）
- 【あっ… 気持ちいッッ…】 スレンダー美女が大好きなセックスに溺れる! 巨根を膣奥に打ちつけると腰をくねらせイキまくる!!【初撮り】ネットでAV応募→AV体験撮影 2037 まみ 26歳 営業事務（9月23日、SIRO-5144、シロウトTV）
- 百戦錬磨のナンパ師のヤリ部屋で、連れ込みSEX隠し撮り 308 まみ 25歳 コールセンター  アプリで会った黒髪美人とデートからの自宅連れ込み! 手マン、クンニ、電マ、チ●ポと責められまくって限界突破! スレンダーボディがビクビク跳ねる様子は隠しカメラの餌食! 清楚な雰囲気を残したままHに乱れる!（9月24日、GANA-2923、ナンパTV）
- 人妻さん 16（9月30日、HDSN-016、人妻さん）
- 【妊活中人妻×寝取りSEX】 ヨガインストラクターで超美形妻が登場! 妊活が原因でレス気味に。長らく溜まった性欲が大爆発!! 初不倫ではしおらしく強●イラマで涙目だったのにM男を前に性癖暴走!? 自称ノーマル妻のねっとり変態SEXは勃起不可避!!! TNB 6人目 麻衣さん 35歳（10月3日、TNB-006、TANINBO）
- 桜井さん（10月17日、HOME-009、ホームエロ～ン）
- 傷心ヤケ酒中のスレンダー道産子美人 【まみ / 25】ちっぱいに見合わぬ敏感デカ乳首がビンビン勃起! 華奢な身体をビクつかせジョボジョボ潮吹きでアルコール大放出!（10月20日、DDH-212、ドキュメントdeハメハメ）
- 【大久保】松野さん【人妻エステ嬢】（10月24日、DAM-033、ダマちゃん。）
- まみさん（10月25日、ORECO-498、俺の素人-Z-）
- （仮）暗黒083さん（11月17日、ANKK-083、暗黒）
- みほ（11月19日、TAXD-052、密室タクシードライバー）
- 櫻（11月28日、HOI-279、素人ホイホイZ）
- mami（12月5日、SEF-021、素人ホイホイFriends）
- かすみ（12月8日、SNA-005、SNAP × SNAP）

- 家まで送ってイイですか? case.244 中島さん / 27歳 / エステ店勤務  【札幌の美神参上SP】イキ過ぎてカベ崩壊! 一体なぜ? 話が止まらない! 悪気はない! 愛すべきエステ嬢⇒毎日ヤリまくり! 浮気もアリ? 札幌・すすきの同棲生活⇒北国の女はいつもムラムラしてる⇒スゴ過ぎる! そこまでやる? 「すすきの流」過剰サービス⇒「私は不良品」5万人に1人の難病がつなぐ赤い糸（4月5日、DCV-252、ドキュメンTV）
- まみちゃん（5月5日、NTRS-006、寝取らせ屋）
- 乳首びんびんスレンダー若奥さま（5月13日、TRPK-006、鳥パコ）
- まみさん（5月30日、PTR-006、ぽこちん・ざ・ろっく!）
- ＜世に出回る筈の無かった一途で清楚系彼女に中出しNTR＞ 今回の彼女は彼氏以外に興味がないという超一途な彼女。しかしセックスレスらしい…彼女をAVに出さないかと打診すると彼は刺激欲しさandマンネリ解消に大賛成。しかし彼女は…。「これでダメなら…」と最初は抵抗したものの、彼を興奮させたい気持ちでOK。汚れのないスレンダー美白ボディをさらけだし、他人棒で…あれ、めっちゃ感じてない? 彼氏に一途じゃなかった?笑 えりか 27歳 証券会社の事務（7月31日、NTR-073、NTR.net）
- 社長秘書を追え!! 応募OLは日中から社長と浮気SEX!? ノット清楚! 激ヤリマンビッチの日常! 健康食品製造メーカー 社長秘書 櫻井さん(入社4年目)（8月21日、MIUM-1030、プレステージプレミアム）
- まみ（10月16日、HMDNC-742、ハメドリネットワークSecondEdition）
- 社長秘書を追え!! 応募OLは日中から社長と浮気SEX!? ノット清楚! 激ヤリマンビッチの日常! 健康食品製造メーカー 社長秘書 櫻井さん(入社4年目)（8月21日、MIUM-1030、プレステージプレミアム）

- マジ軟派、初撮。 2129 まみ 27歳 某メーカーで事務  OLといえばスラックスと尻を体現するスレンダー美人お姉さんを発見し、いつもより尻多めでバック! 恥ずかしそうに口に手をあてて喘ぐ立ちバックは間違いなく抜ける!!（2月4日、GANA-3167、ナンパTV）
- 【喰いしんぼうでごめんなさい♪】 モデル体型奥様はおま●こもぺこぺこの欲求不満のチン欲旺盛でしたww 初めましてからずっと乳首見て狙ってたらしいっすwww 気持ち良すぎてイロイロブッとびました(爆) at千葉県船橋市 船橋駅前 まみさん 29歳 結婚2年（2月19日、KNB-348、KANBi）
- まみ（4月4日、SBKD-018、素人バキバキ動画）
- 櫻井アナ（5月9日、ORECZ-111、俺の素人-Z-）
- みれい（6月15日、ENDX-523、E★ナンパDX）

### イメージDVD / BD
2021年
- 純白スウィートレディ 櫻井まみ（2月23日、PRBY-072(DVD)、PRBYB-072(BD)、Precious Beauty）
- Mami daylight twilight 櫻井まみ（12月16日、REBD-612(DVD)、REBDB-598 (BD)、REbecca）

### デジタル写真集
- ギリギリ★あいどる倶楽部 「純白全開スウィートレディ」 （2021年10月7日、ラビリンス）
- Mami daylight twilight（2022年4月1日、REbecca）
- 愛と欲望 櫻井まみ（2024年5月10日、プレステージ出版、撮影：猿山秀人）※【グラビア写真集】と【ヌード写真集】の2種類あり。
- DokkiriQueen 櫻井まみ（2024年8月29日、シーガル）
- DokkiriQueen 櫻井まみ B（2024年12月19日、シーガル）

## 掲載

### 雑誌
- 月刊FANZA 2021年2月号（ジーオーティー）- インタビュー『HATSUMONO!』